# Антонініан
Антонініан — срібна римська монета карбована за часів імператора Каракалли. ЇЇ було введено бл. 214 року як офіційний засіб платежу. Маса 5,3 - 4,7 г.
Назва монети походить від власне імені Каракалли — Аврелій Антонін Марк, так її стали називати пізніше, у вжиток у середні віки. На початку його історії використання був найбільш карбованою монетою, однак наприкінці третього століття внаслідок інфляції та фінансової реформи Діоклетіана її перестали карбувати.
На початку свого існування антонініан мав вартість у 2 денарії, однак за вмістом срібла реально лише 1,5. Упродовж століття він швидко  внаслідок інфляції перетворився  лише на маленьку бронзову монету. Іноді мідні монети ледь вкривали шаром срібла. Став кредитною монетою з примусовим курсом.
Основною ознакою монети було зображення на аверсі корони на голові правителя чи діадеми на правительці, а не лаврового вінка. На реверсі антонініана імператора Галлієна карбували напис: «APOLLINI CONS AVG» — лат. Apollini Conservatori Augusti (Аполлону, захиснику Августа) і зображали кентавра Хірона, наставника Аполлона.